# Raquel Alonso Redondo
Raquel Alonso Redondo (Madrid, 1970) es una botánica y profesora española. En 2000, obtuvo su doctorado por la Universidad de León, defendiendo la tesis Valoración del estado de conservación de la vegetación y propuestas de ordenación y uso del territorio de la margen izquierda de la cuenca alta del río Esla (León).
Desarrolla sus actividades académicas y científicas en el Departamento de Biodiversidad y Gestión Ambiental de la Facultad de Ciencias Biológicas y Ambientales, Universidad de León. Forma parte del grupo de investigación Taxonomía y Conservación Vegetal (TaCoVe) de esa Universidad. En 2012, fue nombrada Directora del Departamento de Biodiversidad y Gestión Ambiental, de esa alta casa de estudios.

## Algunas publicaciones
- elena de paz Canuria, raquel alonso Redondo, Antonio ruiz de Gopegui, marta e. garcía González. 2011. El género Fritillaria L. (Liliaceae) en la Cordillera Cantábrica (España) [The genus Fritillaria L. (Liliaceae) in Cantabrian Cordillera (Spain)]. Candollea 66(2): 383-395

- marta e. garcía González, raquel alonso Redondo, estrella alfaro Saiz, raquel garcía Valcarce, sara alonso García, noelia ferreras Jiménez. 2011. Conservation status and protection measures for Draba hispanica Boiss. subsp. lebrunii P.Monts., endemic to the Altocarrionés subsector (Castile and Leon, Spain). Acta botanica Gallica: bull. de la Société Bot. de France 158 (4): 577-594

- víctor castro González, Félix llamas García, raquel alonso Redondo. 2007. De Plantis Legionensibus. Notula XXII. Lazaroa 28: 123-128 en línea ISSN 0210-9778

- carmen lence Paz, raquel alonso Redondo, carmen pérez Morales, ángel Penas. 2006. Propuesta de zonificación de un espacio natural protegido en función del interés y la prioridad de conservación de sus comunidades vegetales (Parque Regional de Picos de Europa, Cordillera Cantábrica, España). Bull. du Soc. d'Histoire Naturelle de Toulouse 141 (2): 157-162

- marta eva garcía González, raquel alonso Redondo, ruth martínez Arias. 2004. Acerca de Sideritis borgiae Andrés subsp. borgiae (Lamiaceae). Acta Botanica Malacitana 29 (40 ): 273-275 en línea

- m.j. lópez Pacheco, raquel alonso Redondo, a. Felpete, j. Ignacio, a. Fernández Rodríguez, carmen acedo Casado, e. puente García. 2002. Números cromosomáticos de plantas occidentales. An. del Jardín Botánico de Madrid 910-936

- Félix llamas García, carmen acedo Casado, raquel alonso Redondo. 2002. Distribución, ecología y estado de conservación de Tragopogon pseudocastellanus Blanca y Díaz de la Guardia (Asteraceae). (Distribution, ecology and conservation status of Tragopogon pseudocostellanus Blanca & Díaz de La Guardia (Asteraceae)). Acta botánica malacitana 27: 257-259 01/2013; DOI:(Revista) ISSN 0210-9506

- La abreviatura «R.Alonso» se emplea para indicar a Raquel Alonso Redondo como autoridad en la descripción y clasificación científica de los vegetales.[6]